# Yevdokía Paskó
Yevdokía Borísovna Paskó (en ruso: Евдоки́я Бори́совна Пасько́; Lipenko, RASS del Turkestán; 17 de diciembrejul./ 30 de diciembre de 1919greg. - Moscú, Rusia; 27 de enero de 2017) fue una profesora universitaria y aviadora de escuadrón soviética que combatió durante la Segunda Guerra Mundial en el 588.º Regimiento de Bombardeo Nocturno, más tarde rebautizado como 46.° Regimiento Aéreo de Bombarderos Nocturnos de la Guardia. Uno de los tres regimientos aéreos creados por Marina Raskova e integrados únicamente por mujeres. Por sus heroicas acciones durante la guerra recibió el título de Heroína de la Unión Soviética (26 de octubre de 1944) además alcanzó el grado militar de teniente primero.

## Biografía

### Infancia y juventud
Yevdokía Paskó nació el 30 de diciembre de 1919, en la aldea de Lipenko, óblast de Semirechye (actual provincia de Ysyk-Kol, Kirguistán) en el seno de una familia de campesinos ucranianos. Era la menor de doce hermanos. Desde muy pequeña demostró un gran talento para las matemáticas, asistió a la escuela secundaria en Barnaúl de 1936 a 1937 antes de regresar a su pueblo natal para completar su décimo grado de educación en 1938.
Su familia decidió enviarla a Moscú para que continuara sus estudios, y más tarde ese mismo año se matriculó en la Facultad de Mecánica y Matemáticas de la Universidad Estatal de Moscú. En octubre de 1941, durante su cuarto semestre en la facultad, ella y algunos de sus compañeros se ofrecieron como voluntarios para unirse al grupo de mujeres de aviación fundado por Marina Raskova.

### Segunda Guerra Mundial
El 8 de octubre de 1941, los periódicos publicaron los llamamientos del Comité Central del Komsomol para el reclutamiento voluntario de miembros del Komsomol en el ejército. Zubkova, junto con otras ocho chicas de su curso, se ofreció como voluntaria.
Posteriormente, ingresó en la Escuela de Aviación Militar de Engels, para convertirse en piloto en el 588.º Regimiento de Bombardeo Nocturno, uno de los tres regimientos de aviación formados por mujeres, fundados por Marina Raskova y liderado por la mayor Yevdokiya Bershánskaya. El regimiento estaba  formado íntegramente por mujeres voluntarias, desde los técnicos hasta los pilotos, todas ellas de una edad cercana a los veinte años.
El 23 de mayo de 1942, después de completar su entrenamiento, el regimiento fue transferido a la 218.º división de bombarderos nocturnos del Frente Sur (estacionada en el aeródromo de la aldea de Trud Gornyaká cerca de Voroshilovgrado). La propia Marina Raskova las acompañó hasta su destino y luego dio un conmovedor discurso de despedida antes de regresar a Engels. En su nuevo destino el regimiento quedó adscrito al 4.º Ejército Aéreo al mando del mayor general Konstanín Vershinin.
El 8 de febrero de 1943, el 588.º Regimiento de Bombardero Nocturno recibió el rango de Guardias y pasó a llamarse 46.º Regimiento de Bombardeo Nocturno de la Guardia, y un poco más tarde recibió el nombre honorífico de «Taman» por su destacada actuación durante los duros combates aéreos en la península de Tamán, en 1943 (véase batalla del cruce del Kubán).
Poco después de su llegada al frente de guerra, fue ascendida al puesto de navegante de vuelo y, finalmente, se convirtió en navegante de escuadrón para el escuadrón número 3, donde se le asignó la tarea de navegar para la comandante de escuadrón María Smirnova. Durante la guerra participó en campañas de bombardeo contra las fuerzas alemanas en el norte del Cáucaso, en el río Mius, durante la liberación de Donbass, Kubán, Crimea, Bielorrusia y Polonia.
En total, realizó aproximadamente 790 salidas en el Polikarpov Po-2 durante la guerra y diez salidas en misiones especiales. El tiempo total de vuelo fue de 1220 horas. Se lanzaron más de 100 toneladas de bombas sobre posiciones enemigas. Se confirmó la destrucción de, al menos, cuatro depósitos de combustible, tres depósitos de municiones, tres reflectores, dos cruces de carreteras, once vehículos y una aeronave en tierra; en el curso de sus acciones provocó 157 explosiones violentas y 109 incendios, se lanzaron hasta dos millones de folletos de propaganda sobre las líneas alemanas. Además de sus deberes de vuelo, ayudó a entrenar a siete nuevos navegantes en el regimiento.

### Posguerra
En septiembre de 1945, fue desmovilizada y se reincorporó a la Facultad de Mecánica y Matemáticas de la Universidad Estatal de Moscú donde continuó sus estudios. En 1948, se graduó y entró en la escuela de posgrado donde obtuvo un Ph.D. Trabajó durante cuarenta años como profesora titular en la Universidad Técnica Estatal Bauman de Moscú.
Después de la guerra se casó con su colega de la universidad Borís Mályshev. Yevdokía Paskó murió el 27 de enero de 2017 a los 97 años de edad y fue enterrada en el Cementerio Troyekúrovskoye de la capital moscovita.

## Condecoraciones

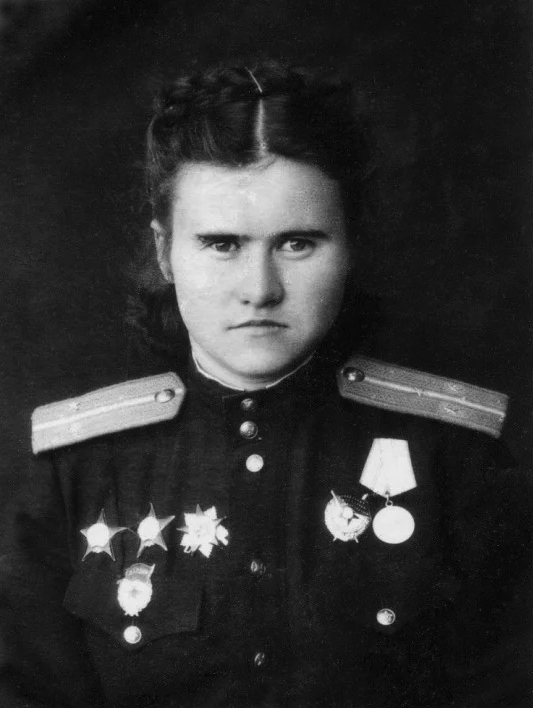
Retrato de Yevdokia Paskó publicado en el periódico Pravda n.º 261 (9781) del 30 de octubre de 1944

A lo largo de su vida, Yevdokia Paskó recibió las siguientes condecoraciones
- Héroe de la Unión Soviética (N.º 4499; 26 de octubre de 1944);
- Orden de Lenin (26 de octubre de 1944)
- Orden de la Bandera Roja (5 de mayo de 1943)
- Orden de la Guerra Patria de 1.er grado, dos veces (30 de octubre de 1943, 11 de marzo de 1985)
- Orden de la Amistad de los Pueblos (27 de noviembre de 1980)
- Orden de la Estrella Roja, dos veces (9 de septiembre de 1980, 26 de abril de 1944)
- Medalla Conmemorativa por el Centenario del Natalicio de Lenin
- Medalla por la Defensa del Cáucaso
- Medalla por la Victoria sobre Alemania en la Gran Guerra Patria 1941-1945
- Medalla Conmemorativa del 20.º Aniversario de la Victoria en la Gran Guerra Patria de 1941-1945
- Medalla Conmemorativa del 30.º Aniversario de la Victoria en la Gran Guerra Patria de 1941-1945
- Medalla Conmemorativa del 40.º Aniversario de la Victoria en la Gran Guerra Patria de 1941-1945
- Medalla Conmemorativa del 50.º Aniversario de la Victoria en la Gran Guerra Patria de 1941-1945
- Medalla Conmemorativa del 60.º Aniversario de la Victoria en la Gran Guerra Patria de 1941-1945
- Medalla Conmemorativa del 65.º Aniversario de la Victoria en la Gran Guerra Patria de 1941-1945
- Medalla Conmemorativa del 70.º Aniversario de la Victoria en la Gran Guerra Patria de 1941-1945
- Medalla al Trabajador Veterano
- Medalla Conmemorativa del 800.º Aniversario de Moscú
- Medalla Conmemorativa del 850.º Aniversario de Moscú
- Medalla del 50.º Aniversario de las Fuerzas Armadas de la URSS
- Medalla del 60.º Aniversario de las Fuerzas Armadas de la URSS
- Medalla del 70.º Aniversario de las Fuerzas Armadas de la URSS
- Medalla de Zhúkov